# Kékes
De Kékes of Kékestető is de hoogste berg van Hongarije en is gelegen in het Mátragebergte. De hoogte bedraagt 1014 meter.
Op de top bevinden zich een televisietoren en toeristische infrastructuur: de berg vormt het belangrijkste skigebied van het land.
De naam van de berg verwijst naar de blauwachtige kleur die de berg vaak heeft (kék = blauw).